# 彩葉山漆莖
彩葉山漆莖（學名Breynia disticha），別名︰五彩龍、觀葉九芎仔、甜豆木，為常綠灌木。

## 外型特徵
1. 莖：嫩枝紫紅色漸轉為綠色，枝條柔軟，分枝多，株高1～3公尺。
2. 葉：葉互生，葉橢圓形或倒卵形，葉脈由五至八對的羽狀側脈組成。新葉為粉紅色，漸帶有乳白斑，老葉轉呈綠色。葉柄約0.5公分。
3. 花：花小；雄花花柄長0.2～0.3公分，帶紅色，光滑無毛；雌花花柄長0.05～0.1公分，花萼闊鐘形。
4. 果實：漿果，呈圓球狀。

## 原產地
原產於熱帶之太平洋群島。台灣於1901年引進種植。

## 用途
用作綠籬、盆栽、庭園造景及室內觀賞植物。